# إف دي إم (وكيل تسليم البريد)
إف دي إم (بالإنجليزية: fdm)‏ وهو اسمٌ مُختصر (بالإنجليزية: fetch/filter and deliver mail)، ترجمة حرفية 'جالِب/مُرشِّح ومُسلِّم البريد'‏ هو وكيل تسليم بريد [الإنجليزية] ومُرشِّح بريد إلكتروني [الإنجليزية] للأنظمة التشغيليَّة الشبيهة بيونكس، يُشبه فتشميل [الإنجليزية] وبروكميل [الإنجليزية]. بدأ في عام 2006 بواسطة نيكولاس ماريوت (بالإنجليزية: Nicholas Marriott)‏ الذي بدأ لاحقًا أيضًا في إنشاء تي مكس في عام 2007.

## الاعتماد
يتوفر إف دي إم حُزمَةً ‏ في العديد من الأنظمة التشغيليَّة الشبيهة بيونكس، وقد تمَّ تضمينهُ في منافذ أوبن بي إس دي [الإنجليزية] مُنذ 18 يناير 2007.
في عام 2014، نشر آخر مشرف على بروكميل [الإنجليزية] رسالةً إلى قائمة أوبن بي إس دي البريديَّة بنفسه، تقترح إزالة منفذ بروكميل، وقد اقترح أحد مشرفي منافذ أوبن بي إس دي [الإنجليزية] المعروفين أنَّ «إف دي إم» هو البديل المُناسب. (ومع ذلك، لم تتم إزالة منفذ بروكميل وظل في مكانه اعتبارًا من عام 2020).
أُدْرِجَ إف دي إم في صفحة ابتكارات أوبن بي إس دي (بالإنجليزية: OpenBSD Innovations)‏، في قسم المشاريع التي يديرها مطورو أوبن بي إس دي خارج المشروع.